# Pseudonymphidia
Genre
Pseudonymphidia est un genre d'insectes lépidoptères de la famille des Riodinidae qui résident en Amérique.

## Dénomination
Le nom Pseudonymphidia leur a été donné par Curtis John Callaghan (d) en 1985.

## Liste des espèces
- Pseudonymphidia agave (Godman & Salvin, [1886]) ; présent au Mexique, au Panama et en Colombie
- Pseudonymphidia clearista (Butler, 1871) ; présent au Mexique et au Panama

### Source
- Pseudonymphidia sur funet